# Wrangel farkasfalka
A Wrangel farkasfalka a Kriegsmarine tengeralattjárókból álló második világháborús támadóegysége volt, amely összehangoltan tevékenykedett 1942. március 11. és 1942. március 18. között az Atlanti-óceán északi részén, a sarki vizeken, Norvégiától északnyugatra. A Wrangel farkasfalka két búvárhajóból állt, amelyek nem süllyesztettek el hajót. A tengeralattjárók nem szenvedtek veszteséget. A farkasfalka Peter von Wrangel báróról, antibolsevista orosz katonatisztről kapta a nevét.

## A farkasfalka tengeralattjárói
| A hajó száma | Parancsnoka          | Részvétel kezdete | Részvétel vége    |
| ------------ | -------------------- | ----------------- | ----------------- |
|              |                      |                   |                   |
| U–405        | Rolf-Heinrich Hopman | 1942. március 11. | 1942. március 18. |
| U–592        | Carl Borm            | 1942. március 11. | 1942. március 18. |